# Knema casearioides
Knema casearioides är en tvåhjärtbladig växtart som först beskrevs av André Joseph Guillaume Henri Kostermans, och fick sitt nu gällande namn av W.J.de Wilde. Knema casearioides ingår i släktet Knema och familjen Myristicaceae. Inga underarter finns listade i Catalogue of Life.